# Јоргос Јатридис
непознато
Јоанис Јатридис (грч. Γεώργιος Ιατρίδης) је био грчки мачевалац, који је учествовао на првим Олимпијским играма 1896. у Атини.
Јоргидис се 1896. такмичио у дисциплини сабља. Учествовало је пет такмичара у финалној групи, изгубио је сва четири меча и заузео последње пето место.

## Резултати
| Меч | Такмичар                  | Резултат | Такмичар              |
| --- | ------------------------- | -------- | --------------------- |
| 2   | Јоанис Јоргидис Грчка     | 3-0      | Јоргос Јатридис Грчка |
| 5   | Холгер Нилсен Данска      | 3-1      | Јоргос Јатридис Грчка |
| 7   | Адолф Шмал Аустрија       | 3-2      | Јоргос Јатридис Грчка |
| 9   | Телемахос Каракалос Грчка | 3-0      | Јоргос Јатридис Грчка |